# David Boll
David Lofgren Boll (Hackensack, 5 de maio de 1953) é um ex-ciclista olímpico norte-americano. Representou sua nação na prova de corrida individual em estrada nos Jogos Olímpicos de Verão de 1976, em Montreal.